# 青空の下、キミのとなり
『青空の下、キミのとなり』（あおぞらのした キミのとなり）は、日本の男性アイドルグループ・嵐の通算46枚目となるシングル。2015年5月13日にジェイ・ストームから発売された。

## 解説
シングルは通常盤と初回限定盤があり、初回限定盤には歌詞ブックレットと「青空の下、キミのとなり」のメイキングビデオを収録したDVDが封入されている。通常盤には、オリジナルトークトラックのウラアラトーク2015が収録されている。今作ではB面のオリジナル･カラオケは収録されていない。
初回限定盤のCDジャケットは千葉県市原市の小湊鉄道・上総鶴舞駅のホームで撮影。また、ミュージックビデオは同県いすみ市のスタジオで撮影された。

## チャート成績
2015年5月25日付のオリコンチャートで初週50.1万枚を売り上げて、初登場1位を獲得した。本作のヒットでCDシングル・アルバムの総売上は3041.3万枚となり、3000万枚を突破した。シングルの首位獲得は、「PIKA★★NCHI DOUBLE」から35作連続、通算42作となった。通算のシングル首位獲得数記録ではB'z（通算47作）に次ぐ歴代2位につけており、その差を5作に縮めた。また、初週売上は前作「Sakura」の46.5万枚を上回り、初週50万枚を突破するのは、「GUTS !」以来である。

## 収録曲

### CD

#### 通常盤
1. 青空の下、キミのとなり
作詞：wonder note, s-Tnk
作曲：Gigi, wonder note
編曲：metropolitan digital clique
  - 相葉雅紀主演 フジテレビ系月9ドラマ『ようこそ、わが家へ』主題歌[4]

第85回ザテレビジョンドラマアカデミー賞ドラマソング賞[7]、第25回年間ドラマ大賞2015主題歌賞[8]を受賞した。
2015年5月7日に放送されたフジテレビ系自身のレギュラー番組『VS嵐』にて初披露された[9]。
2. この手のひらに
作詞：佐伯youthK, SQUAREF, John World
作曲：Supercharge, 佐伯youthK
編曲：吉岡たく
3. 何度だって
作詞・作曲・編曲：youth case
4. 青空の下、キミのとなり（オリジナル・カラオケ）
5. オリジナルトークトラック「ウラアラトーク2015」

#### 初回限定盤
1. 青空の下、キミのとなり
2. Dandelion
作詞：ASIL, Macoto56
作曲：AKJ ＆ ASIL
編曲：A.K.Janeway

### DVD
※初回限定盤のみ
1. 「青空の下、キミのとなり」ビデオ・クリップ+メイキング

## 収録アルバム
- Japonism（#1）
- 5×20 All the BEST!! 1999-2019（#1）
- ウラ嵐BEST 2012-2015（初回限定盤#2, 通常盤#2, 3）

## 映像作品
青空の下、キミのとなり
- ARASHI BLAST in Miyagi
- ARASHI LIVE TOUR 2015 Japonism
- ARASHI LIVE TOUR 2016-2017 Are You Happy?